# Eduardo Torroja
Eduardo Torroja Miret (Madrid, 27 de agosto de 1899 – 15 de junho de 1961) foi um engenheiro estrutural espanhol e um dos pioneiros no projeto de estruturas de concha de concreto.

## Carreira
Em 1923 Torroja começou a trabalhar para a empresa Hidrocivil, chefiada pelo engenheiro José Eugenio Ribera. Ele planejou e dirigiu vários tipos de projetos, incluindo as fundações de pilares de pontes, pontes, abastecimento de água e obras de saneamento e vários edifícios urbanos. primeiro grande projeto de Torroja foi o Tempul estaiada aqueduto (1926) em Guadalete, Jerez de la Frontera, em que ele usou vigas pré-esforçadas. Em 1928 ele estabeleceu seu próprio escritório.
Modesto López Otero, director para o Madrid City University (Ciudad Universitaria de Madrid projeto), formou uma equipe diversificada de jovens arquitetos para projetar os vários edifícios. Torroja juntou-se ao grupo em 1929. Trabalhou com Manuel Sánchez Arcas, partilhando o seu interesse por novas formas arquitectónicas que rejeitavam fórmulas pré-concebidas. O primeiro trabalho colaborativo de Torroja e Sanchez Arcas foi o pavilhão da Comissão de Construção da cidade universitária, concluído em junho de 1931. Eles trabalharam na planta de aquecimento (Central Térmica) e no hospital clínico da cidade universitária.
Sánchez Arcas e Torroja projetaram uma concha fechada e semiesférica para o mercado municipal de Algeciras em 1932. O telhado de concreto de 9 centímetros (3,5 pol.) De espessura tinha 47,5 metros (156 pés) de altura, abobadado, apoiado em oito pilares. Como obra de engenharia é considerada a obra-prima de Torroja. Sánchez Arcas e Torroja fundaram o jornal Hormigón y Acero (Concreto e Aço). Em 1934 fundaram o Instituto Técnico de la Construcción y Edificación (ITCE, Instituto Técnico de Construção e Construção). Outros membros fundadores foram o arquiteto Modesto López Otero (1885–1962) e os engenheiros José María Aguirre Gonzalo (1897–1988) e Alfonso Peña Boeuf (1888–1966). O ITCE era uma organização sem fins lucrativos dedicada ao desenvolvimento e aplicação de inovações técnicas em estruturas de engenharia civil.

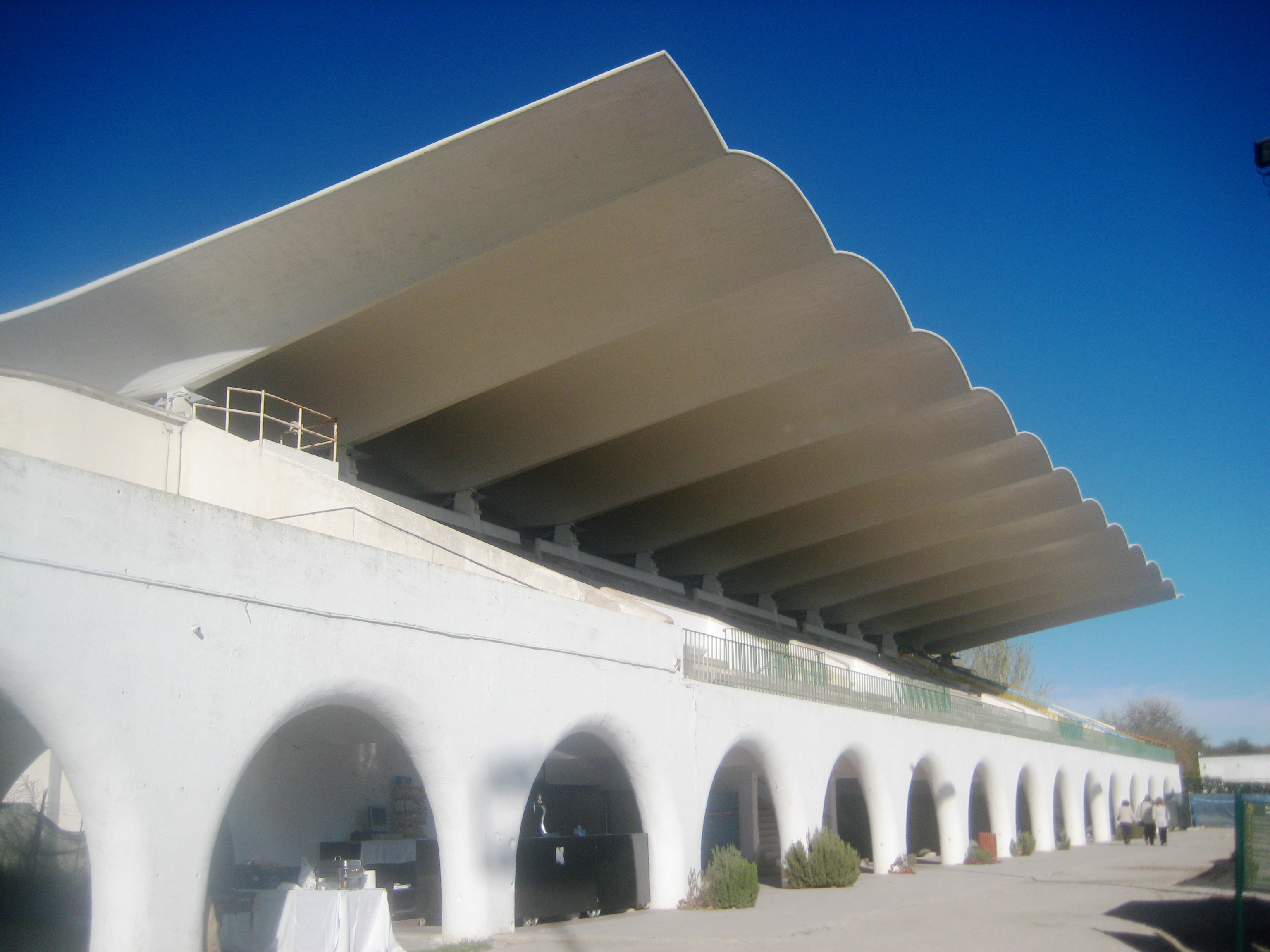
Teto do autódromo La Zarzuela, Madrid, Espanha

Em 1952, Eduardo Torroja - junto com André Balency-Béran, Emile Nenning, Louis Baes, Hubert Hüsch e Georg Wästlund - fundou o Comité Européen du Béton, que agora é a Fédération Internationale du Béton . O Comité Européen du Béton procurou coordenar o esforço de investigação em betão estrutural na Europa após o fim da Segunda Guerra Mundial.
Eduardo Torroja projetou a torre de água de concha fina em Fedala e o telhado da pista de corrida "La Zarzuela" em Madrid na forma de um hiperbolóide. Ele também usou aço com grande élan, como na cobertura do Estádio de Futebol de Barcelona (1943). Ele projetou estruturas inovadoras em várias partes do mundo, incluindo Marrocos e América Latina. Seus livros incluem Filosofia das Estruturas (1958) e As Estruturas de Eduardo Torroja (1958).

## Obras destacadas
- Mercado de Abastos de Algeciras
- Cuberta da tribuna do Hipódromo de la Zarzuela (Madrid).
- Viaduto Martín Gil sobre o río Esla.
- Frontón Recoletos (Madrid).
- Puente de Hierro de Sancti-Petri (San Fernando, Cádiz).
- Puente del Pedrido (Corunha).

## Livros publicados
- Razon y Ser de los Tipos Estructurales Ed:Consejo Superior de Investigaciones Científicas (Madrid) ISBN 84-00-07980-9
- Cálculo de esfuerzos en estructuras con piezas curvas Ed: Instituto de Ciencias de la Construcción Eduardo Torroja (Madrid) ISBN 84-7292-206-5
- Cálculo de esfuerzos en estructuras reticuladas Ed: Instituto de Ciencias de la Construcción Eduardo Torroja (Madrid) ISBN 84-7292-210-3